# Дороті Зельнер
Дороті «Дотті» Міллер Зеллнер (нар. 1938) — американська правозахисниця, феміністка, редакторка, викладачка та письменниця. Ветеранка руху за громадянські права 1960-х, працювала рекрутеркою для проєкту Freedom Summer і була співредакторкою Student Voice, студентського інформаційного бюлетеня Студентського ненасильницького координаційного комітету(Student Nonviolent Coordinating Committee). Активно бере участь у палестинському русі солідарності.

## Раннє життя
Зеллнер народилася на Мангеттені та виросла у родині єврейських іммігрантів, які не були сіоністами, належали до лівих секуляристів і розмовляли їдишем. Батьки виховували її з усвідомленням історії чорношкірих, расової справедливості, соціалізму, Радянського Союзу т часів Другої світової війни. Вона вважає, що єврейська традиція соціальної справедливості її батьків надихнула її взяти участь у русі за громадянські права. Зеллнер закінчила Квінс коледж. Вона є «100% атеїсткою».

## Політична активність
У 1966 році Зеллнер допомогла розробити логотип партії «Чорна Пантера». Стоклі Кармайкл попросив її відвідати зоопарк Атланти, щоб сфотографувати пантеру для натхнення. Її чоловік Боб Зеллнер та інший член SNCC зробили фотографії, а Зеллнер створила ескіз. Кармайкл попросив її зробити ще одну спробу на основі грубого малюнка членкині SNCC Рут Говард, який був створений на основі талісмана університету Кларка в Атланті. У 1967 році другий малюнок Зеллнер став офіційним логотипом партії «Чорна Пантера».
У 1969 році, працюючи в Освітньому фонді Південної конференції (SCEF), Зеллнер написала записку, в якій критикувала феміністичні групи підвищення свідомості, називаючи їх «терапією» та звинувачуючи в недостатній політичній активності. У відповідь на це її колега Керол Ганіш звернулася до жіночого кокусу SCEF у лютому 1969 року. Спочатку її стаття під назвою «Деякі думки у відповідь на думки Дотті про визвольний рух жінок» була перевидана в 1970 році в книзі «Нотатки з другого року: визволення жінок» під назвою «Особисте — це політичне». З того часу це есе стало знаковим у феміністичних колах.
Зеллнер кілька років працювала медсестрою, перш ніж у 1984 році приєдналася до Центру конституційних прав. У 1998 році вона стала директоркою з публікацій і розвитку Школи права Квінс-коледжу.
Після того, як у 2002 році Зеллнер почула виступ ізраїльського активіста за мир Урі Авнері, вона приєдналася до ізраїльсько-палестинського руху за мир. З того часу вона багато разів відвідувала Ізраїль та Палестину, працювала волонтеркою в організації «Лікарі за права людини» та активно підтримує рух за бойкот, відчуження та санкції (BDS).